# Списак споменика у Бијељини
Град Бијељина је један од већих градова у Републици Српској. Као такав носилац је културних знаменитости, а посебно када су у питању споменици подигнути важнијим личностима културе овог подручја, као и личностима које су обиљежили нашу културу. То су следећи:
| Назив                                | Адреса                            | Насеље | Град/Општина  | Година | Напомена | Слика |  |
| ------------------------------------ | --------------------------------- | ------ | ------------- | ------ | --- | ----- |  |
| Споменик краљу Петру I Карађорђевићу | Улица Меше Селимовића             |        | Град Бијељина | 1937.  | Споменик краљу Петру I Карађорђевићу на градском тргу у Бијељини |       |  |
| Споменик Веселину Гаврићу у Бијељини | Трг ђененарала Драже Михајловића  |        | Град Бијељина |        | Народни херој са простора Мајевице |       |  |
| Споменик Филипу Вишњићу              | Трг краља Петра I Карађорђевића 5 |        | Град Бијељина |        | Споменик Филипу Вишњићу испред Библиотеке "Филип Вишњић" у Бијељини |       |  |
| Споменик Вуку Караџићу               | Улица војводе Степе               |        | Град Бијељина |        | Споменик Вуку Караџићу постављен у дворишту ОШ "Вук Караџић" У Бијељини |       |  |
| Споменик Филипу Вишњићу              | Градски парк Бијељина             |        | Град Бијељина |        | Споемник посвећен Филипу Вишњићу који је постављен у парку у Бијељини. |       |  |
| Споменик Ивану Кнежевићу             | Градски парк Бијељина             |        | Град Бијељина |        | Споменик подигнут кнезу Ивану Кнежевићу, познатијем као кнез Иво од Семберије. Смјештен у градском парку у Бијељини. |       |  |
| Споменик Родољубу Чолаковићу Роћку   | Градски парк Бијељина             |        | Град Бијељина |        | Споменик подигнут Родољубу Чолаковићу, књижевнику и револуционару из Бијељине. |       |  |
| Споменик мајкама                     | Улица Јована Дучића               |        | Град Бијељина |        | Споменик смјештен у дворишту Саборне цркве у Бијељини. |       |  |
| Споменик светом Василију Острошком   | Улица Патријарха Павла            |        | Град Бијељина |        | Споменик светом Василију Острошком у оквиру комплекса епархије Зворничко-тузланске у Бијељини. |       |  |
| Споменик Димитрију Лопандићу         | Градски парк Бијељина             |        | Град Бијељина |        | Споменик Димитрију Лопандићу, смјештен у оквиру градском парку у Бијељини. |       |  |
| Споменик миру                        | Градски парк Бијељина             |        | Град Бијељина |        | Споменик миру, смјештен у градском парку у Бијељини. |       |  |
| Споменик Јеврејима                   |                                   |        | Град Бијељина |        | Спомен плоча на мјесту некадашње синагоге, која је срушена у току Другог свјетског рата |       |  |
| Споменик Филипу Вишњићу              |                                   |        | Град Бијељина |        | Споменик подигнут Филипи Вишњићу и налази се у склопу манастира Свете Петке у Бијељини |       |  |
| Споменик Ивану Кнежевићу             |                                   |        | Град Бијељина |        | Споменик подигнут Ивану Кежевићу, познатијем као кнез Иво од Семберије који се налази у склопу манастира Свете Петке у Бијељини                                                                                                |       |  |
| Споменик Светој Пекти                |                                   |        | Град Бијељина |        | Споменик подигнут Светој Пекти и налази се у склопу истоименог манастира Свете Петке у Бијељини |       |  |
| Спомен соба                          |                                   |        | Град Бијељина |        | Спомен соба за погинуле војнике и цивиле на подручју Сарајевске регије у отаџбинском рату у склопу манастира Свете Петке у Бијељини.                                                                                           |       |  |
| Споменик отаџбинском рату            |                                   |        | Град Бијељина | 2000.  | Споменик подигнут палим борцима у отаџбинском рату на просторима Семберије у Бијељини |       |  |
| Споменик отаџбинском рату            |                                   |        | Град Бијељина | 2000.  | Спомен плоча исред споменика погинулим борцима у отаџбинском рату на просторима Семберије у Бијељини. |       |  |
| Спомен плоча                         |                                   |        | Град Бијељина | 1965.  | Спомен плоча постављена у помен Силвија Страхимира Крањчевића поводом 100-годишњице рођења овог пјесника, 1965. године у Бијељини. Спомен полоча је подигнута од стране културно-просвјетне зајднице тадашње општине Бијељина. |       |  |
| Спомен плоча                         |                                   |        | Град Бијељина |        | Спомен плоча подигнута у знак сјећања на НОБ у Бијељини. |       |  |
| Споменик Војиславу Кецмановићу       |                                   |        | Град Бијељина |        | Споменик подигнут у знак сјећања на Војислава Кецмановића љекара и једног од оснивача данашње Народне библиотеке „Филип Вишњић” у Бијељини. Споменик је постављен у близини библиотеке у Бијељини.                             |       |  |
| Споменик Јоакиму Перендији           |                                   |        | Град Бијељина |        | Споменик подигнут у знак сјећања на Јоакима Перендију ветеринара и једног од оснивача данашње Народне библиотеке „Филип Вишњић” у Бијељини. Споменик је постављен у оквиру ветеринарске станице.                               |       |  |
| Споменик Николи Спасојевићу          |                                   |        | Град Бијељина |        | Споменик подигнут у знак сјећања на Николу Спасојевића. Споменик је постављен у оквиру дворишта Дома здравља. |       |  |
| Спомен плоча                         |                                   |        | Град Бијељина |        | Спомен плоча, постављена на административној згради града Бијељина поводом стогодишњице изградње. |       |  |